# Качана каша
Качана ка́ша (крупці) — українська страва, яка походить з Диканського та Зіньківського районів Полтавської області. Є удосконаленим варіантом затірки.
Качана каша присутня в меню українських ресторанів та як вулична їжа в Києві.
Традиційно качану кашу готували на сімейні свята (весілля, хрестини) та при зведенні нових будівель. Каша ситна та поживна, має гарний вигляд.

## Приготування

### Склад
Входять яйця, пшоно, борошно пшеничне.

### Технологія приготування
- засипають порціями пшоно у широку миску, поливають збитими яйцями, притрушують борошном і починають суміш качати (терти);
- так має відбуватися доти, поки кожна пшонина буде обкачана у тісто і не стане розміром як соя (процес приготування триває 2-3 години);
- потім крупу треба підсушити, викладаючи тонким шаром на тканину;
- засипати кашу у курячий бульйон у пропорції: 1 частина крупи і 3 частини бульйону;
- варити 2 години 30 хвилин з додаванням солі, спецій та зелені.

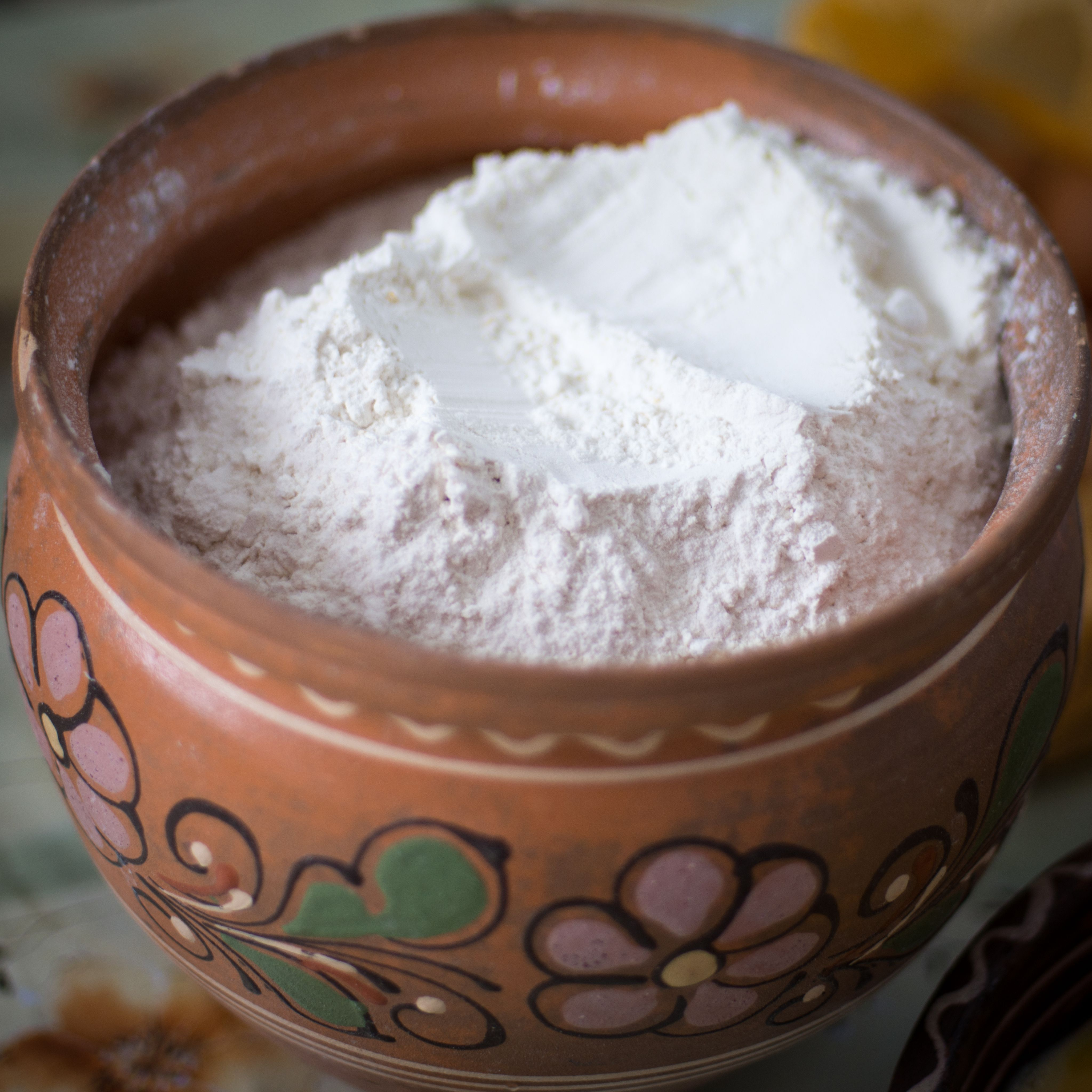
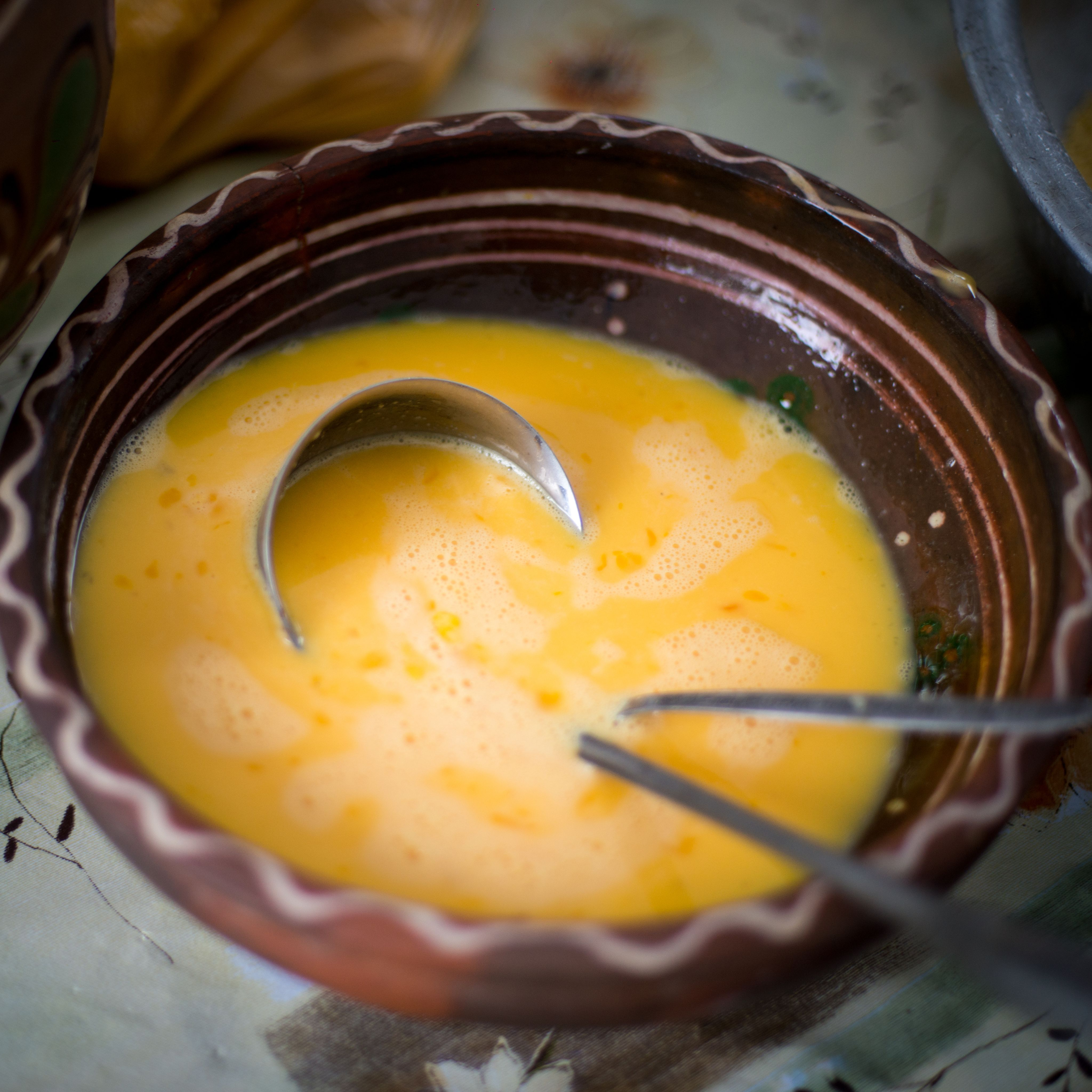
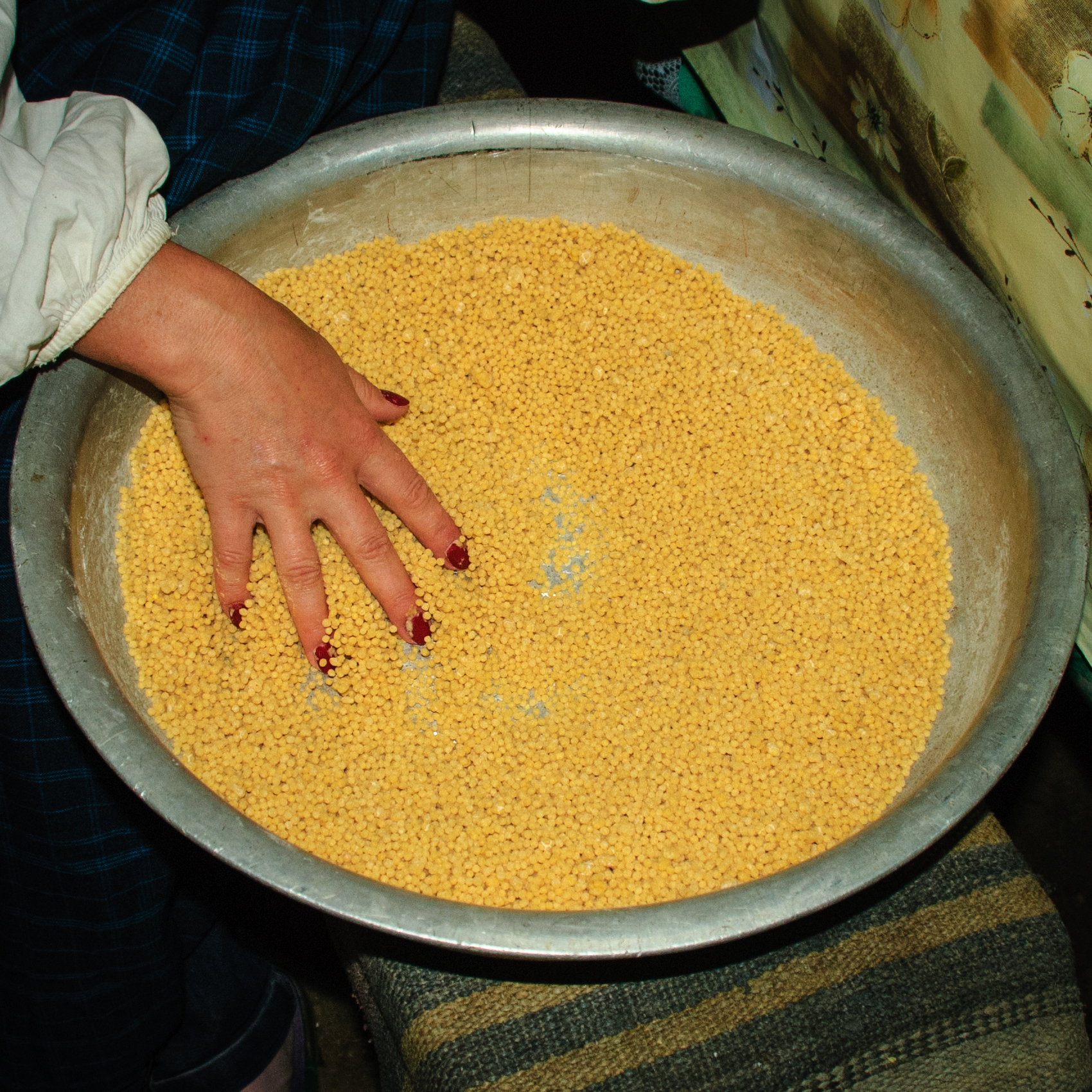
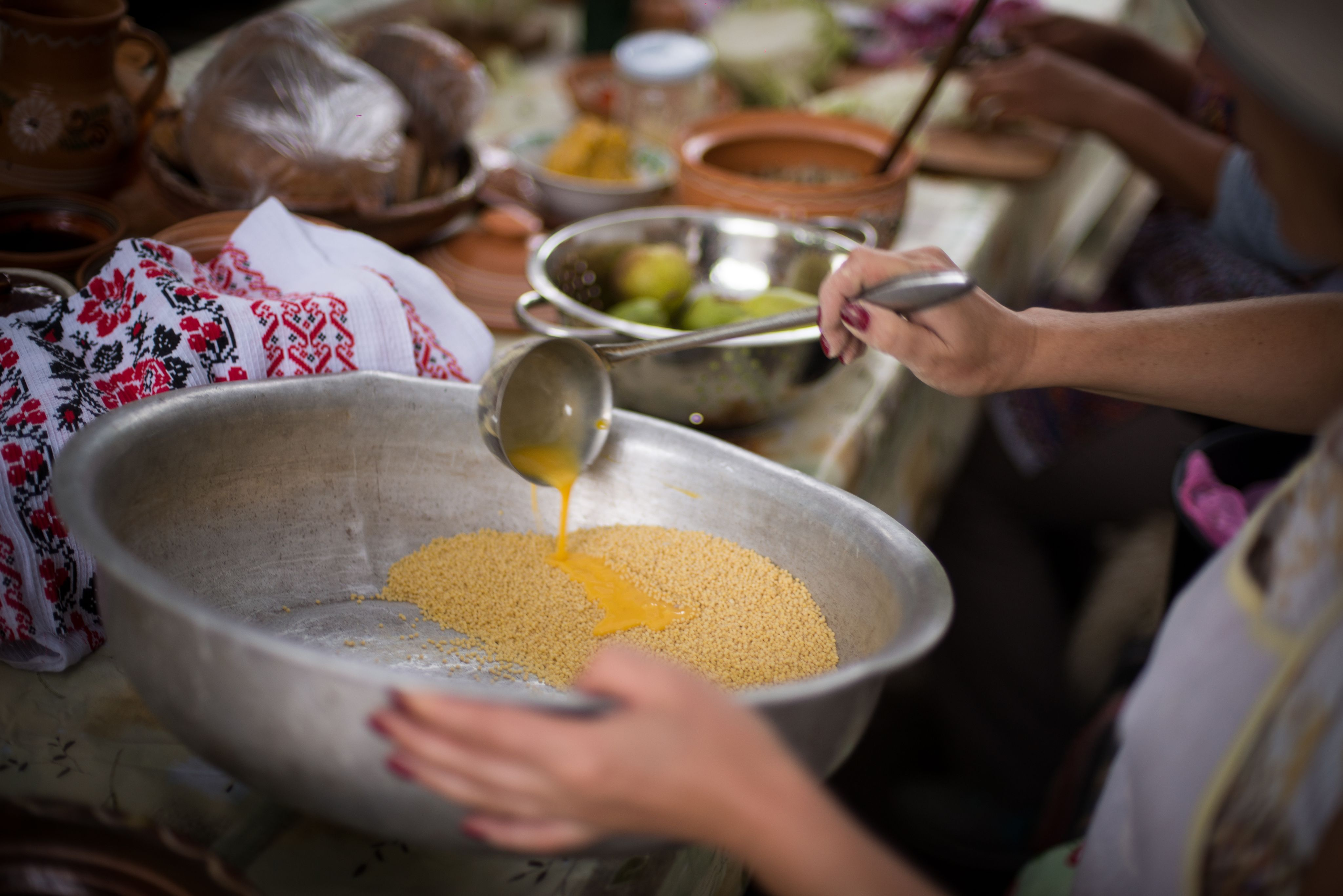
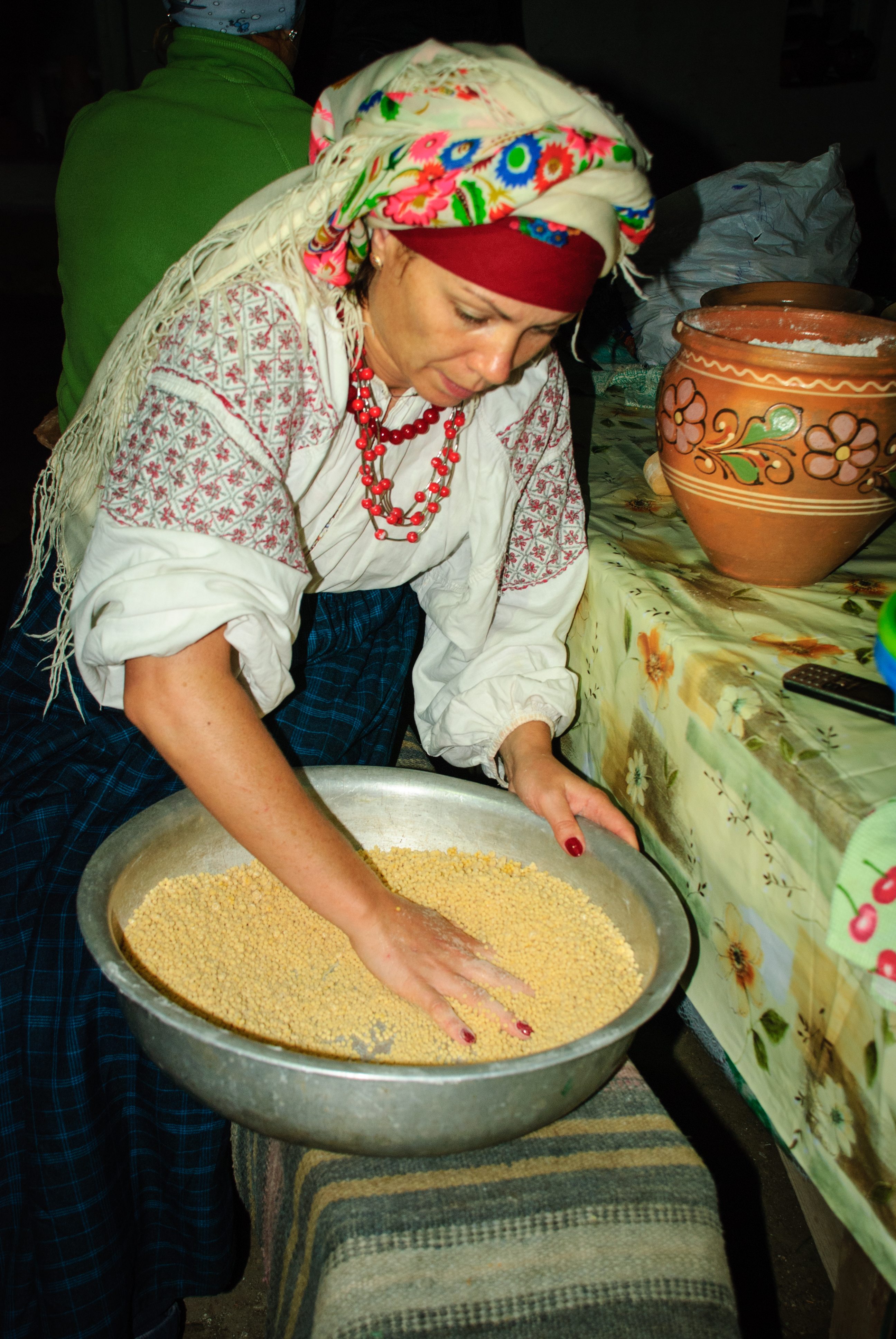
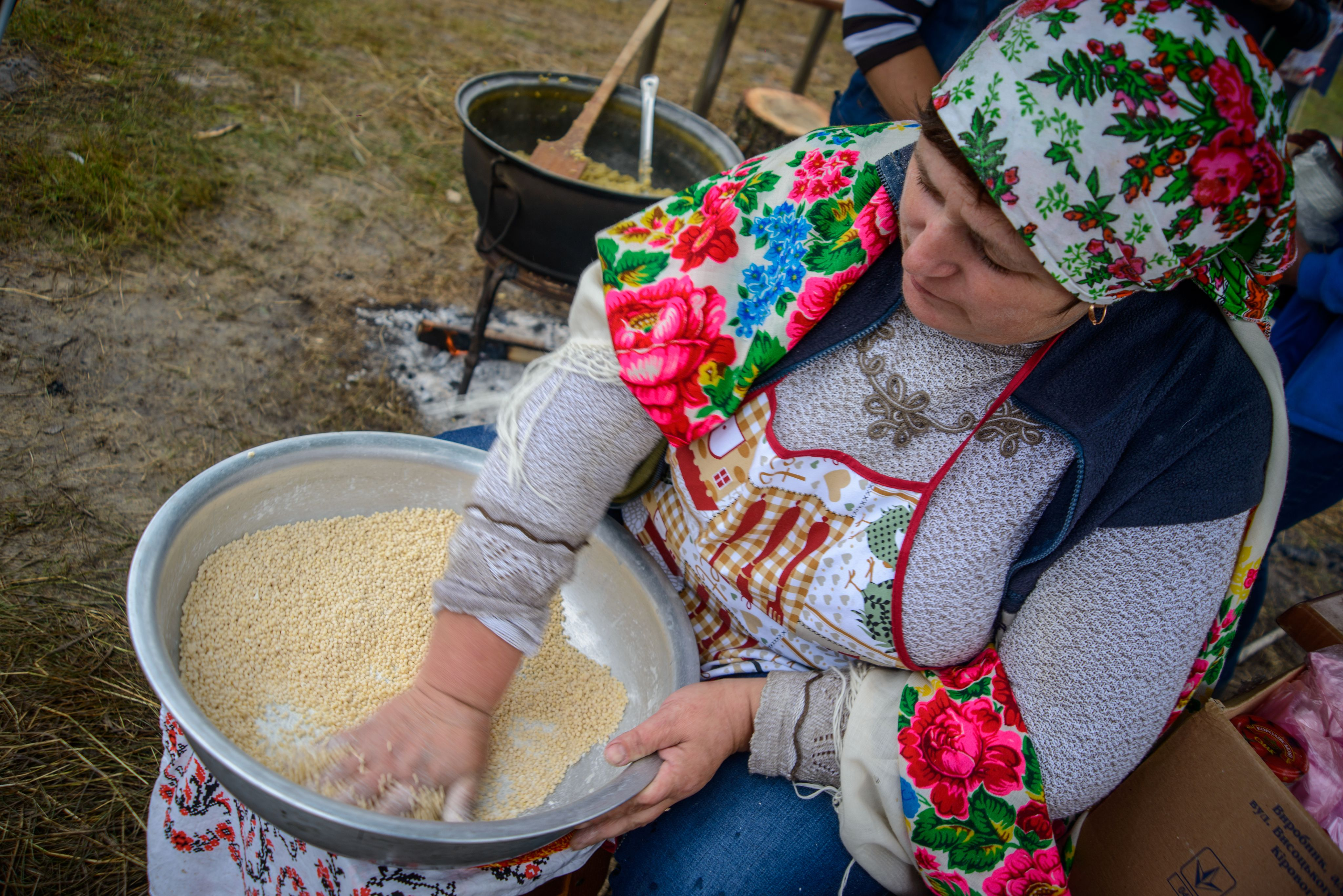
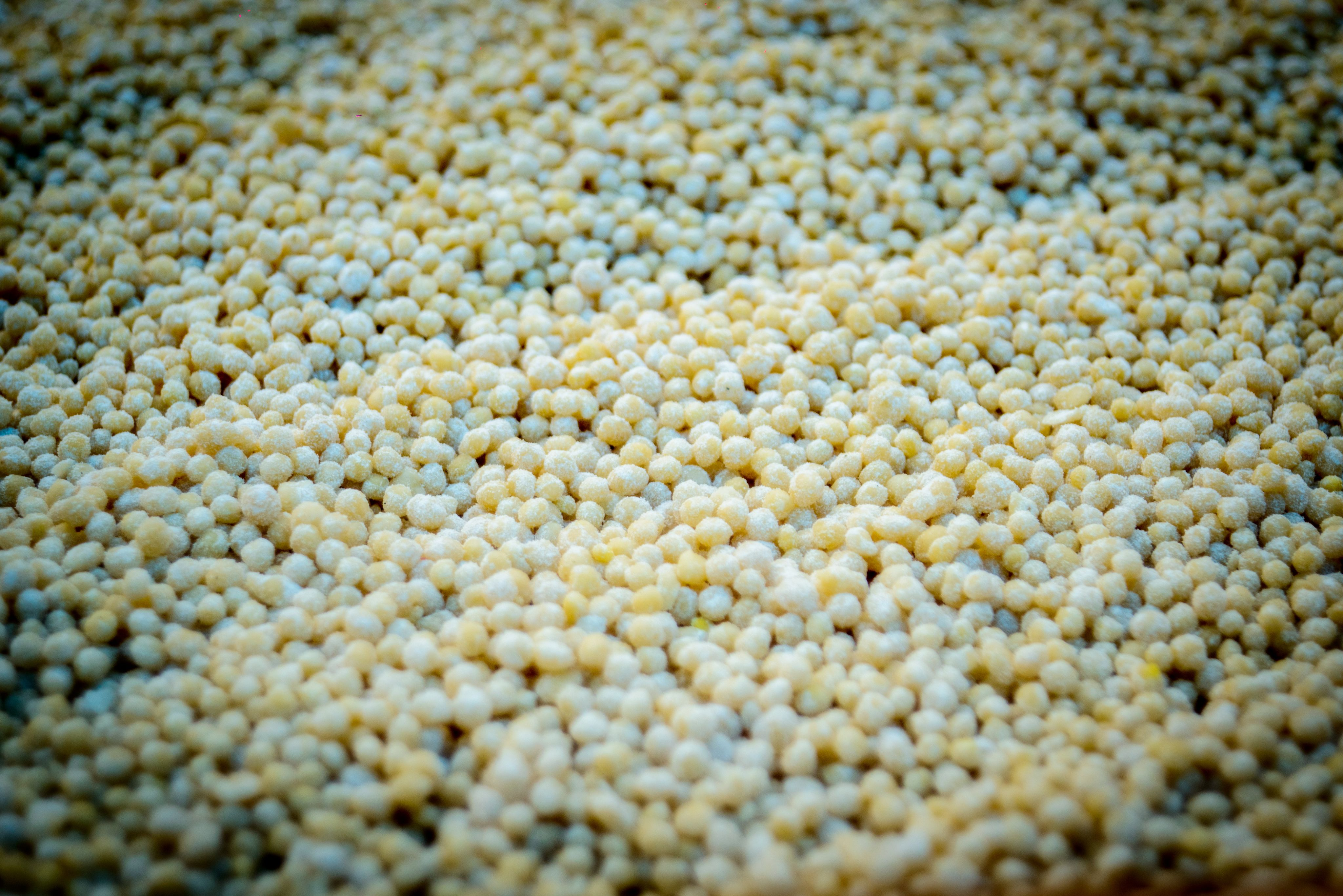
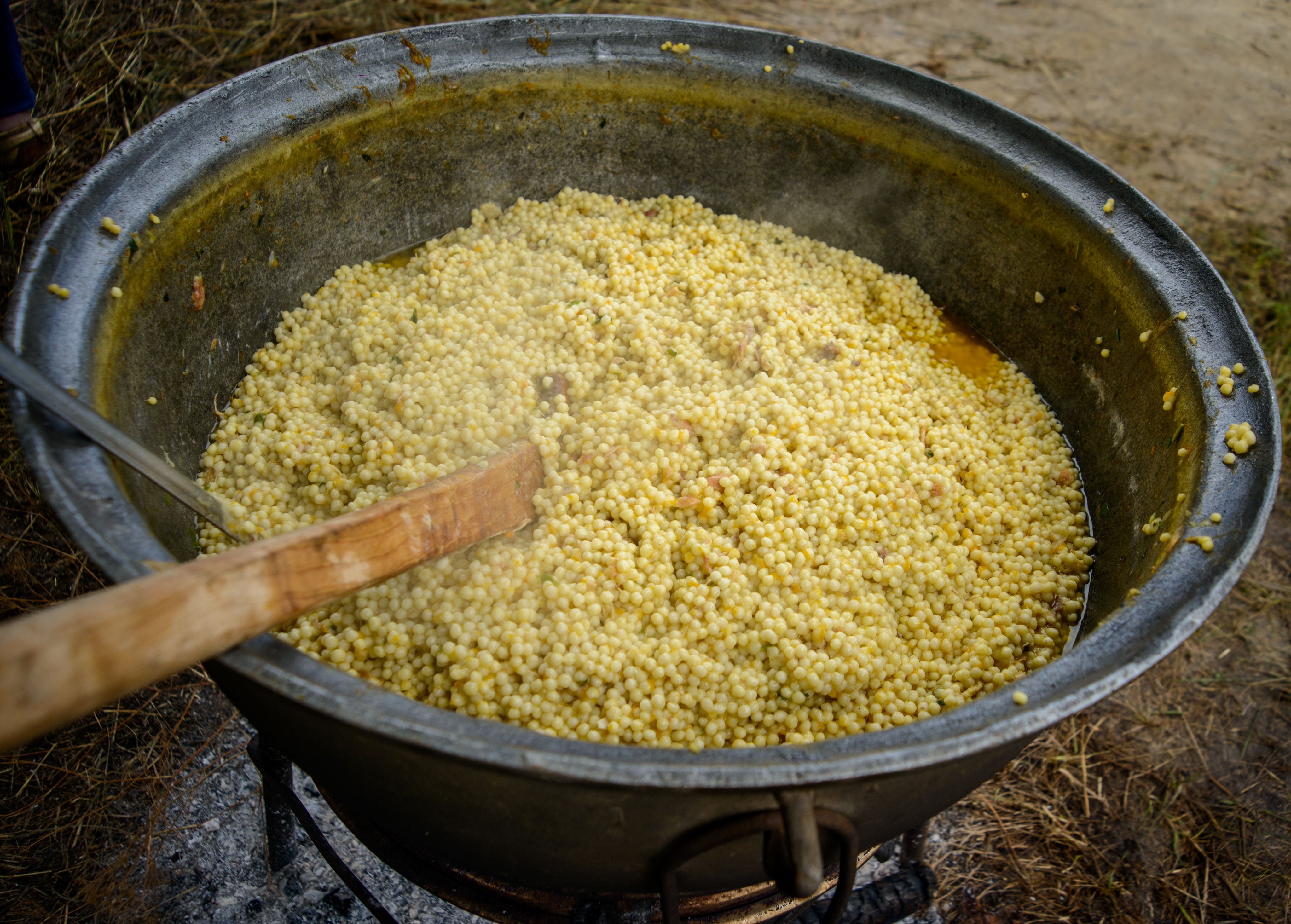
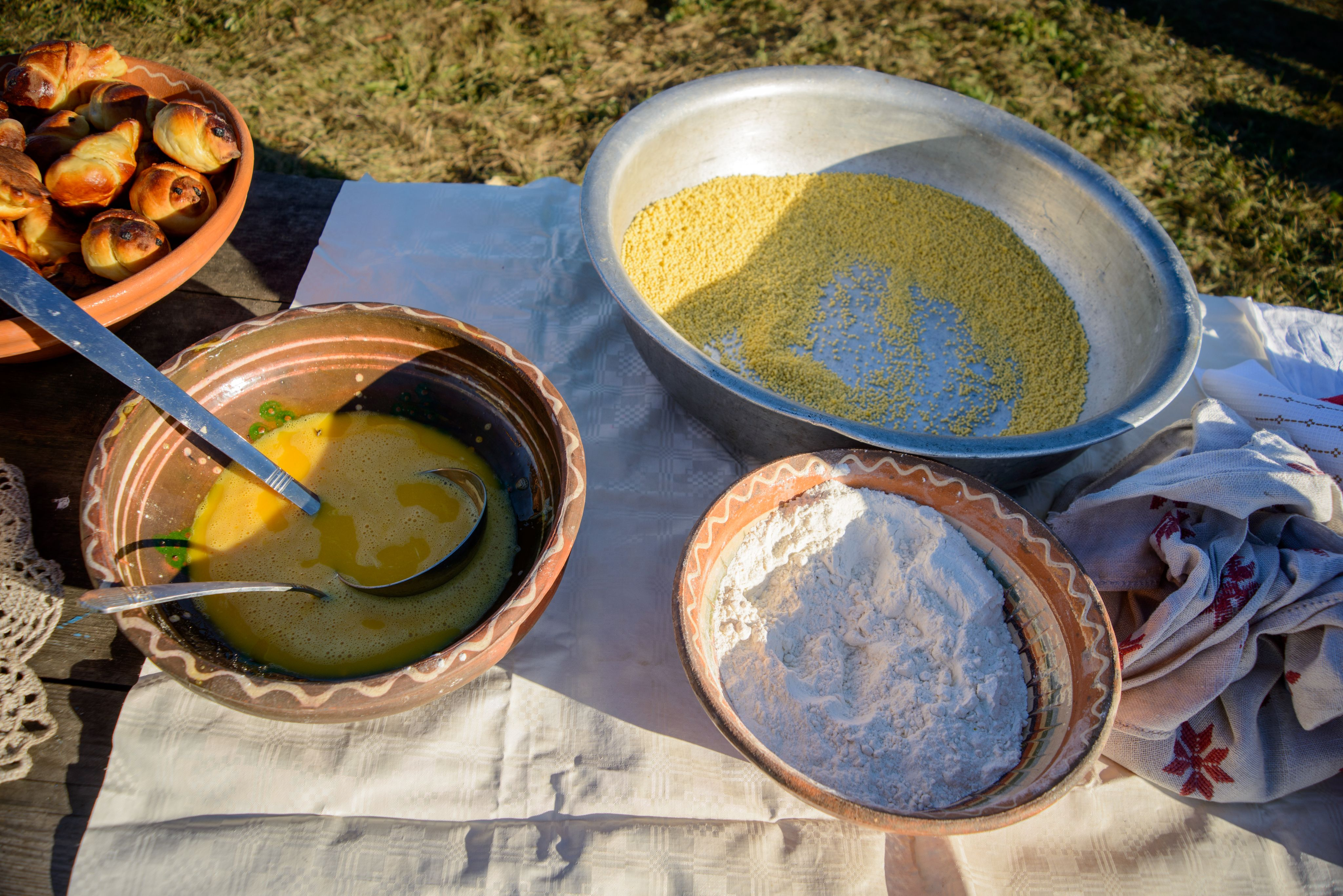
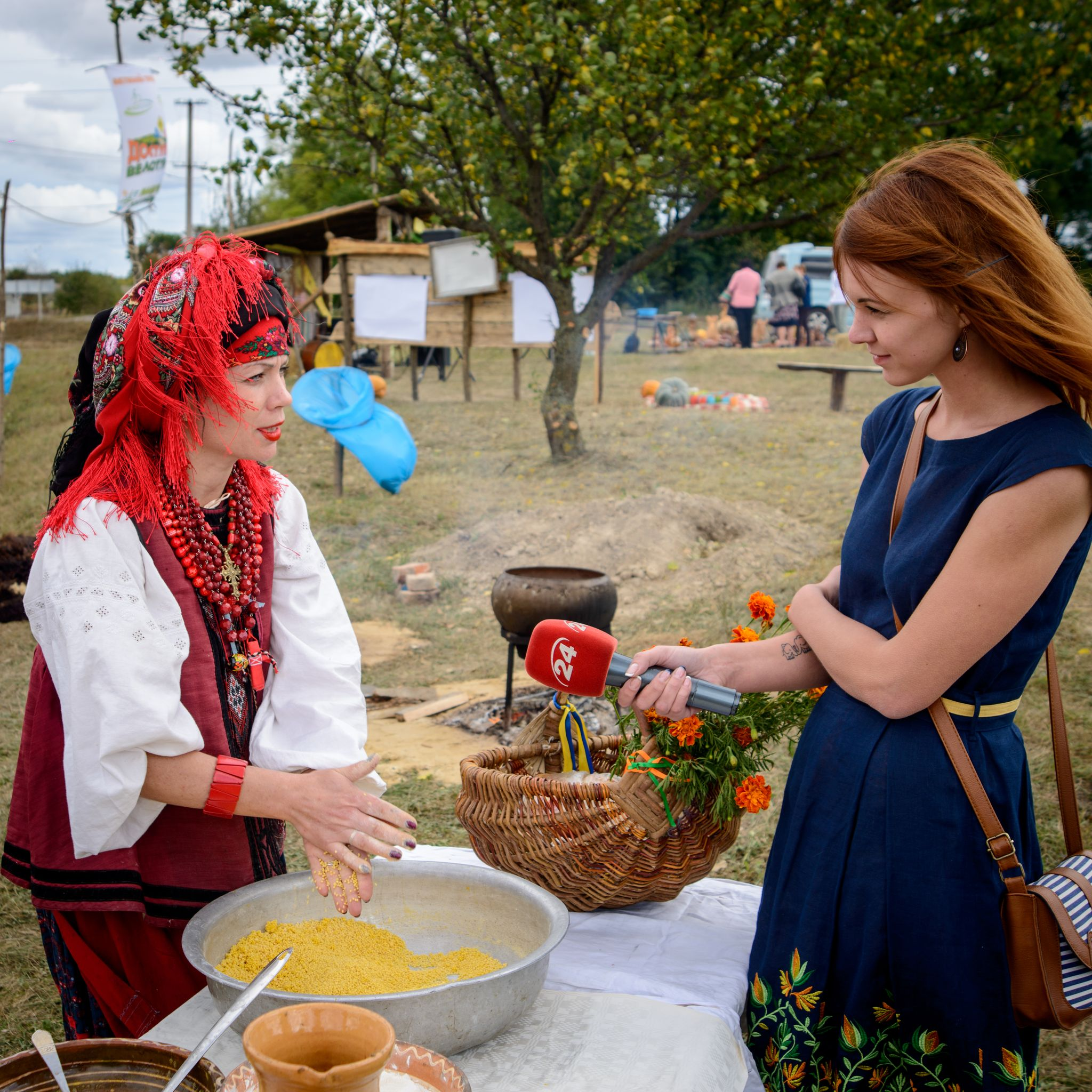
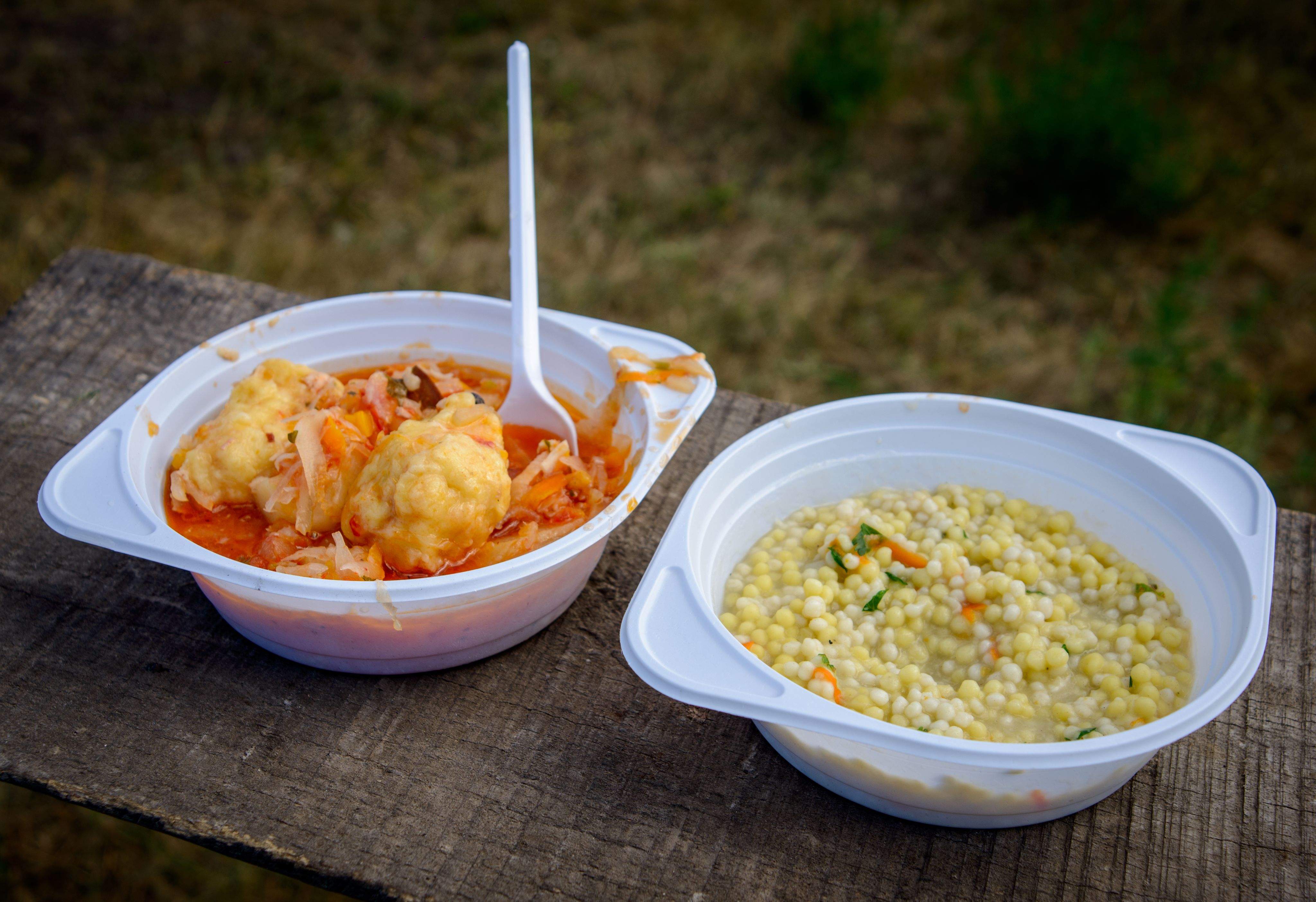